# Maréchal général des camps et armées du roi
Maréchal général des camps et armées du roi (deutsch etwa: Generalmarschall der Feldlager und Armeen des Königs) war ein militärischer Titel in der französischen königlichen Armee des Ancien Régime, der im Zuge der Revolution abgeschafft und dann während der Julimonarchie nochmals eingerichtet wurde. Er stand rangmäßig über allen anderen Marschällen von Frankreich (Maréchaux de France).

## Geschichte
Der Maréchal général des camps et armées du roi war dem Connétable als militärischem Oberbefehlshaber zur Unterstützung beigestellt und vertrat diesen bei Abwesenheit. Nachdem Kardinal Richelieu im Jahre 1627 den Connétable abgeschafft hatte, wurden dessen Aufgaben auf den jeweiligen Maréchal général des camps et armées du roi übertragen, der somit der höchste militärische Amtsinhaber Frankreichs wurde. Im Gegensatz zu den Marschällen von Frankreich befasste sich der Generalmarschall (resp. das maréchalat général) nur selten mit der aktiven Truppenführung. Im 18. und 19. Jahrhundert galt dieser Posten lediglich als Belohnung für verdiente Adelige des Offiziersstandes, ohne dass von ihnen noch irgendwelche Aktivitäten erwartet wurden.

## Liste der Maréchal général des camps et armées du roi
| Name                                                        | Bild | Amtszeit            | Amtszeit          |
| Name                                                        | Bild | Beginn der Amtszeit | Ende der Amtszeit |
| ----------------------------------------------------------- | ---- | ------------------- | ----------------- |
| Charles de Gontaut-Biron (1562–1602)                        |      | 1594                | 1602              |
| François de Bonne de Lesdiguières (1543–1626)               |      | 1621                | 1622              |
| Henri de La Tour d’Auvergne, vicomte de Turenne (1611–1675) |      | 1660                | 1675              |
| Claude-Louis-Hector de Villars (1653–1734)                  |      | 1733                | 1734              |
| Moritz von Sachsen (1696–1750)                              |      | 1747                | 1750              |
| Victor-François de Broglie (1718–1804)                      |      | 1789                | 1789              |
| Nicolas Jean-de-Dieu Soult (1769–1851)                      |      | 1847                | 1848              |